# Toshima (Tokyo)
Pour les articles homonymes, voir Toshima (homonymie).
Toshima (利島村, Toshima-mura) est un village de la sous-préfecture d'Ōshima, dans la préfecture de Tokyo au Japon.

## Histoire
Le village de Toshima a été créé le 1er octobre 1923.

## Géographie
Le village de Toshima est situé sur To, une île de l'archipel d'Izu dans l'océan Pacifique.

## Démographie
Au 1er juin 2016, sa population s'élevait à 342 habitants répartis sur une superficie de 4,12 km2.

## Transports
Toshima est accessible par ferry.